# Chiesa di Santa Maria della Pace (Firenze)
La chiesa di Santa Maria della Pace è una chiesa di Firenze, oggi ridotta a cappella, situata nella zona di Porta Romana, poco fuori le mura.

## Storia e descrizione
La chiesa fu edificata sul posto di un oratorio distrutto durante l'assedio del 1530. Secondo la tradizione l'occasione per l'edificazione fu un tabernacolo miracolosamente scampato ad un incendio.
La chiesa fu consacrata nel 1573 come Santa Maria della Neve e poi dedicata a Santa Maria della Pace ed era parte di un complesso conventuale, passato nel 1616 ai monaci di san Bernardo di Chiaravalle, poi in disuso ed alienato a privati nel XIX secolo.
L'edificio del convento, che era stato patronato dai Medici, in particolare sotto Cosimo II e Cosimo III, fu smantellato in occasione dei lavori per il trasferimento della capitale da Torino a Firenze, quando si rese necessaria la realizzazione di nuove scuderie reali in sostituzione di quelle di San Marco. Ne furono ricavate delle abitazioni private, proprio come per la chiesa di San Pier Maggiore. Nel 1922 le  “R.R. Scuderie della Pace” passarono in uso al Ministero della Pubblica Istruzione che le trasformò nell'attuale Istituto d'arte.
La chiesa cinquecentesca, ad una sola navata, presentava un insolito colonnato esterno, non solo in facciata come pronao, ma anche sui fianchi, per il quale è stato proposto come riferimento il modello di tempio periptero "cristiano" descritto da Leon Battista Alberti nel De Re Aedificatoria. 
La chiesa sarebbe pertanto uno dei tentativi di tradurre, secondo il suggerimento albertiano, lo schema planimetrico del tempio classico in un edificio di culto cristiano, con il colonnato a circondare la cella della navata interna. La chiesa fece da modello a un nutrito gruppo di santuari mariani in Toscana nel corso del XVII secolo.
Tra le opere in essa custodite, c'era la Visione di san Bernardo di Luca Giordano, dal 1790 alla cappella dei Pittori nell'Annunziata.
In un ambiente laterale è stata ricavata una cappella tuttora consacrata, in cui sono conservati alcuni affreschi e opere della primitiva chiesa.

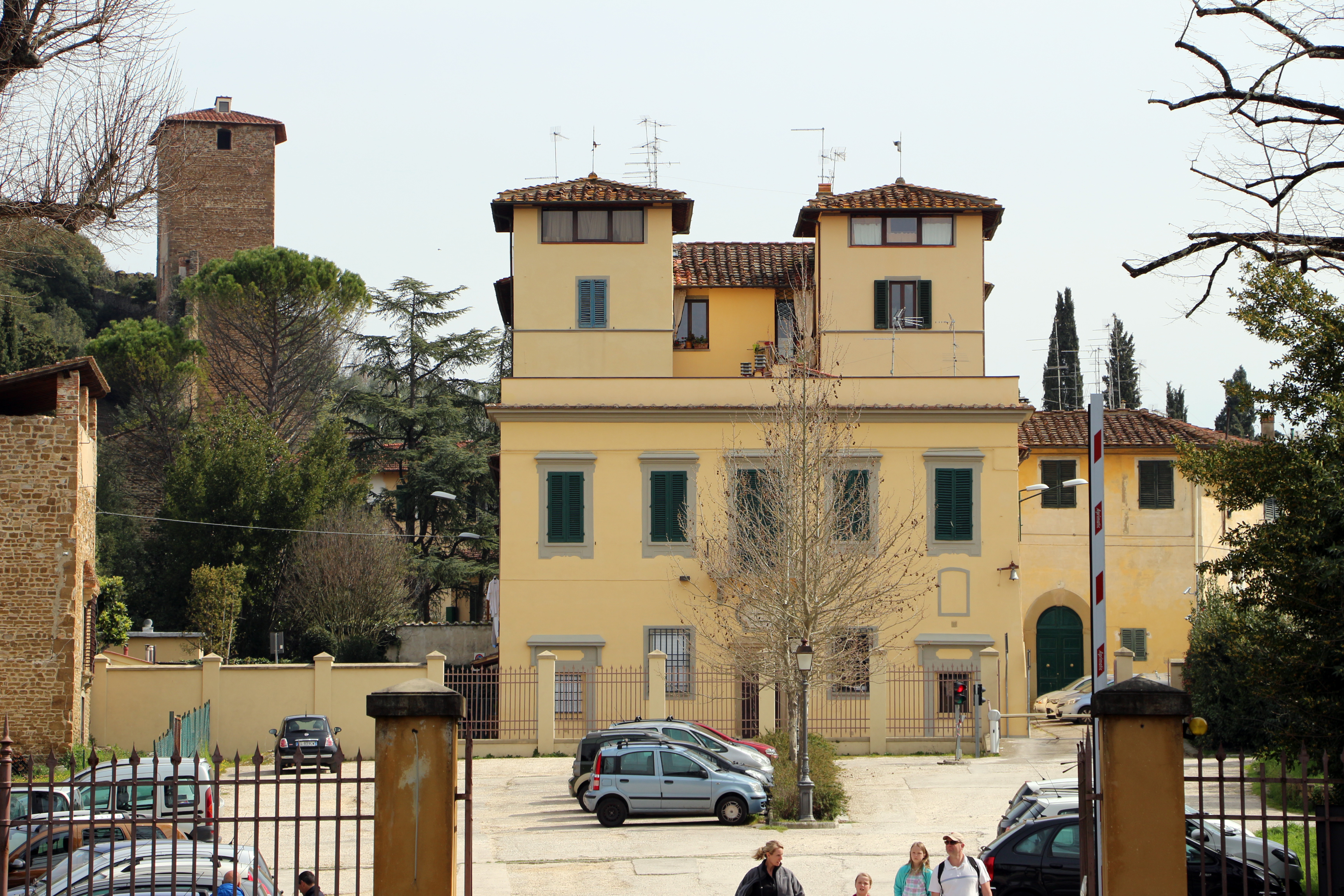
Quello che resta della chiesa oggi, trasformato in abitazioni civili
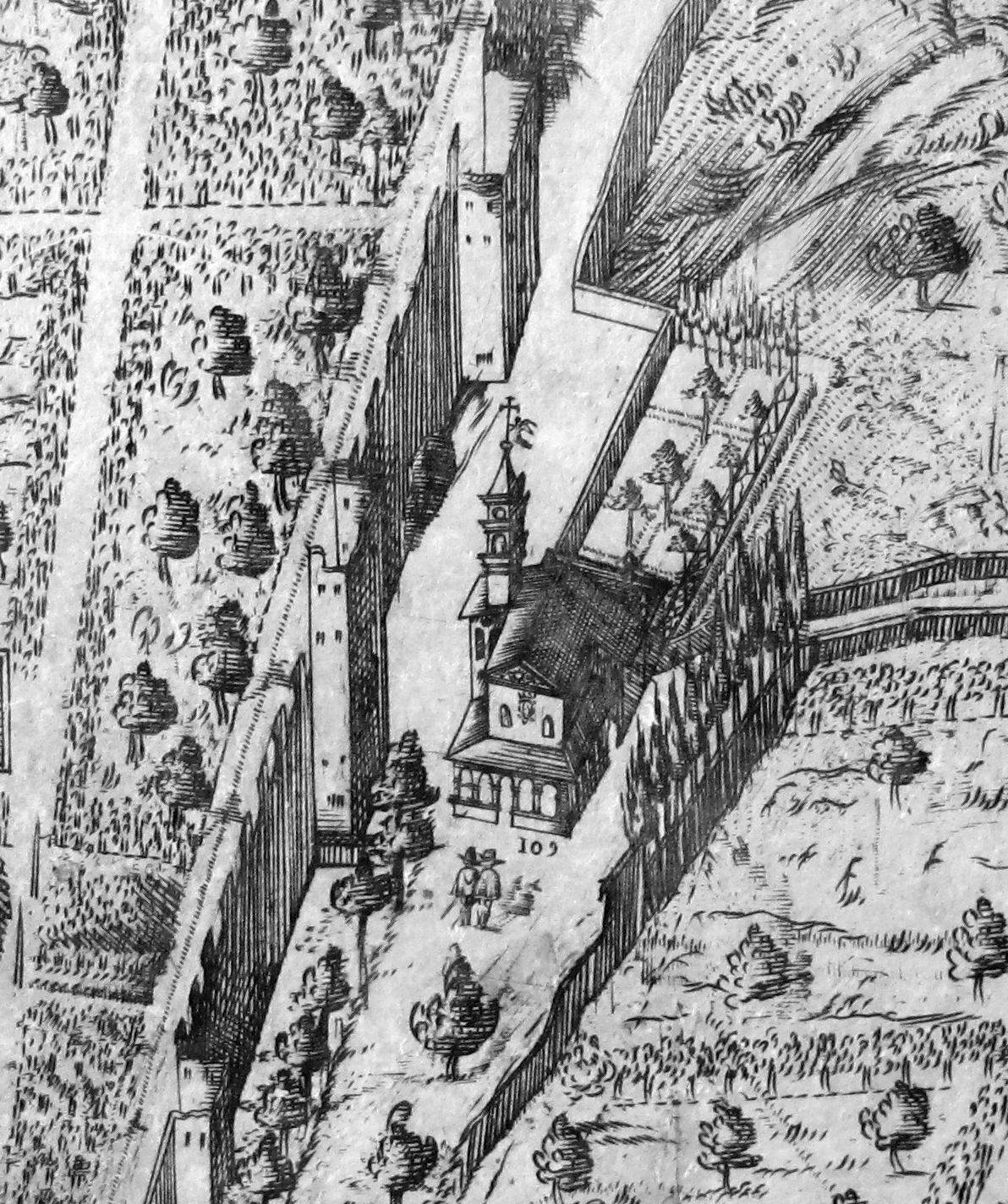
La chiesa nella pianta del Buonsignori del 1594